# Aloe sinkatana x rauhii
Aloe sinkatana x rauhii é uma espécie de liliopsida do gênero Aloe, pertencente à família Asphodelaceae.